# Anjos (métro de Lisbonne)

Anjos est une station du métro de Lisbonne sur la ligne verte.